# The Express (journal)
The Express est l'un des cinq journaux de New York qui se sont associés en 1846 pour donner naissance à l'Harbor Associated Press, qui deviendra en 1856 la New-York Associated Press, puis en 1892 l'Associated Press.

## Tirage
| Journal        | The Sun | New York Herald | New-York Tribune | The Express | Courier and Enquirer | Journal of Commerce |
| Tirage en 1850 | 55 000  | 32 640          | 19 480           | 10 700      | 5 200                | 4 800               |